# Enfer vertical
Enfer vertical est un roman de science-fiction de Serge Brussolo, publié en 2004, aux éditions Vauvenargues, dans la collection « Intégrale Brussolo ». Ce livre est une édition revue et corrigée de Enfer vertical en approche rapide, paru en 1986, aux éditions Fleuve noir, dans la collection « Anticipation ».